# Relations entre l'Union Benelux et l'Union européenne
Les relations entre l’Union Benelux et l’Union européenne sont les relations entretenues entre l'organisation intergouvernementale Benelux (composée de la Belgique, du Luxembourg et des Pays-Bas) et l'organisation supranationale qu'est l'Union européenne, composée de 27 États membres, dont les trois États Benelux.

## Compléments